# 脊索

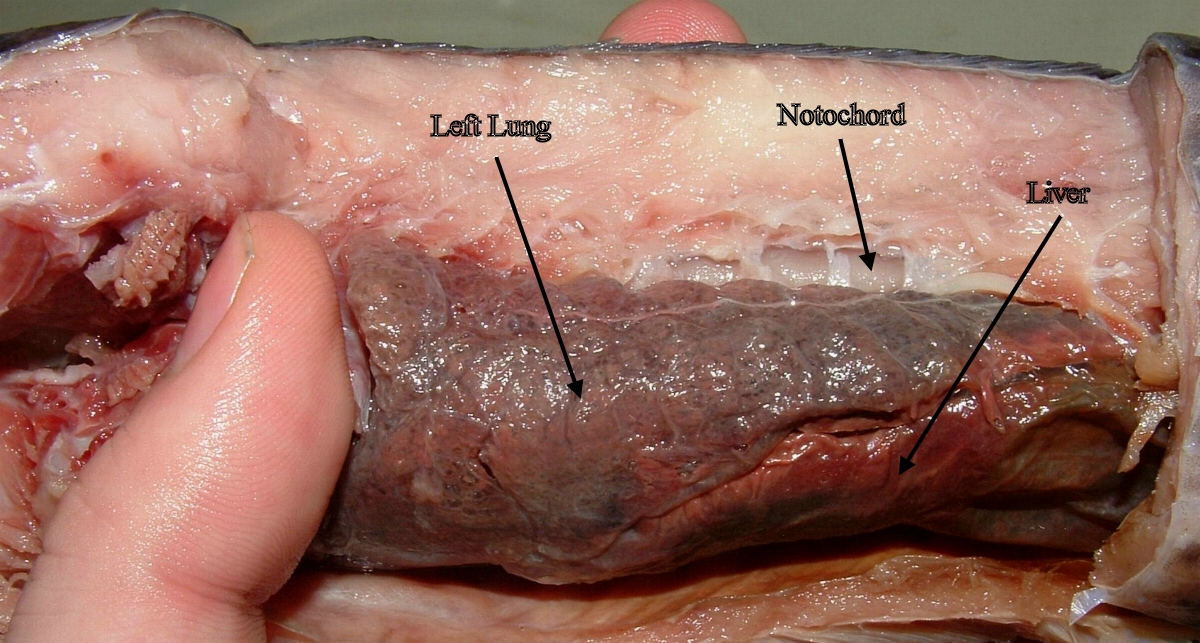
长肺鱼解剖侧视图。图中notochord指脊索，lung指肺，liver指肝。脊索纵贯支撑全身。

脊索（英語：notochord）是存在于脊索动物身体背侧纵轴的一个长而韧的棒状结构，位于腹侧的消化道与背侧的中枢神经之间，由一条糖蛋白内核外缠两层胶原蛋白组成。脊索源自中胚层，在胚胎发育时起到引导体型呈现的参照物作用，在成体中也能部分起到中轴内骨骼的支撑功能并提供肌肉附着点。
在演化生物学和比较解剖学上，脊索、背神经索、肛后尾、内柱和咽裂是所有脊索动物都会展现的五大共有衍征，但脊索动物门下的三大亚门各自的发育展现会有所不同：基群的头索动物在整个生命周期都会保留全部五个衍征；被囊动物（尾索动物）则只在幼体阶段保留这些衍征，在经过变态进入成体阶段后会至少部分萎缩仅存退化痕迹；而作为脊索动物冠群的脊椎动物主要在胚胎时期展现这些衍征，之后会各自发展变成其它器官（比如脊索变成椎间盘髓核，背神经索变成脑和脊髓，内柱变成甲状腺，咽裂变成鳃裂、颌骨、舌骨和咽喉结构等）。
因为脊索具有很好的弯曲弹性，可以像弹簧一样储存并释放弹性势能，所以一些演化出自主游动能力的脊索动物可以利用脊索的弹性回收一部分能量降低运动时的代谢消耗。神经系统较为简单的头索动物就可以利用两侧肌肉交替收缩让脊索产生形变，并与其回弹时产生协同效应带动尾鳍左右摆动产生推力在水中游动。脊椎动物的脊索则在胚胎时期就被更能承受应力的矿化组织——椎骨所间断性取代，剩余段的脊索变成了椎间盘的核心部分并由加厚的纤维环强化保护，这使得本应较为刚化的脊柱仍因此拥有了有限的弯曲与扭转活动范围和一定的纵向缓冲和弯曲回弹能力（虽然后者主要由拥有弹性蛋白的韧带承担形变应力）。